# Salarias obscurus
Salarias obscurus är en fiskart som beskrevs av Hans Bath 1992. Salarias obscurus ingår i släktet Salarias och familjen Blenniidae. Inga underarter finns listade i Catalogue of Life.